# Марсел Еме
Марсел Еме (на френски: Marcel Aymé) е френски драматург, сценарист и писател на произведения в жанра драма, научна фантастика, детска литература, хумор, сатира и документалистика.

## Биография и творчество
Марсел Андре Еме е роден на 29 март 1902 г. в Жоани, Франция, като най-малкото от шест деца. Баща му е ковач към драгунския полк. Майка му умира, когато е на две години, след което семейството се премества в Тур. Той е изпратен да живее при баба си и дядо си по майчина линия в село Вилерс-Робер, където прекара следващите осем години и което ще му послужи за измисленото село в произведенията му. След смъртта им, през 1910 г. се премества в Дол, малък град от региона Франш Конте, при леля си, която няма деца. Учи в местния интернат и завършва с бакалавърска степен колежа в Дол през 1919 г. В периода 1919 – 1923 г. отбива военната си служба в артилерийска част в окупирания Рейнланд (левия бряг на Рейн).
През 1923 г. се мести в Париж, където работи неуспешно в банка, застрахователна компания и като журналист. Работата му като репортер във вестника е неуспешна, но чрез нея се насочва към писателската си кариера.
Първият му роман „Brûlebois“ е издаден през 1926 г., който е приет добре от критиката. Следват романите му „Aller-retour“, „Les Jumeaux du diable“ и „La Table-aux-crevés“, които са комедии за селския живот. Романът му „La Table-aux-crevés“ печели наградата „Ренодо“. Големият му успех идва през 1933 г. с романа „Зелената кобила“, тъмна остроумна сатира на тема сексуалността. След него се насочва най-вече върху писането и публикуването на детски разкази, романи и сборници с разкази.
Един от най-известните му разкази е „Човекът, който преминаваше през стени“. Героят, 42-годишният Дютийл, внезапно открива, че притежава „забележителната дарба да може да преминава през стени с перфектна лекота“, но използването му на дарбата преминава от забавление към все по-зловещи занимания. Разказът е екранизиран през 1951 г. в успешния филм „Гару-Гару: Човекът, който минаваше през стени“ с участието на Бурвил и Джоан Гринууд, а после и в други адаптации.
От 1934 г. започва да пише и филмови сценарии. Като драматург пише след Втората световна война. Постига успех с пиесите си „Lucienne et le boucher, Clérambard“ от 1949 г. и „Tête des autres“ от 1952 г. Много голяма част от неговите произведения са екранизирани във филми и телевизионни сериали.
Марсел Еме умира на 14 октомври 1967 г. в Париж, Франция. В негова чест е кръстен площад в Париж, на който е поставена статуя на писателя вдъхновена от разказа му „Човекът, който преминаваше през стени“. През 2015 г. на негово име е кръстен астероид.

## Произведения

### Самостоятелни романи
- Brûlebois (1926)[1][2][3]
- Aller-retour (1927)
- Les Jumeaux du diable (1928)
- La Table-aux-crevés (1929) – награда „Ренодо“
- La Rue sans nom (1930)
- Le Vaurien (1931)
- La Jument verte (1933) [3]
Зелената кобила, изд. „Евразия-Абагар“ Плевен (1994), прев. Симеон Оббов
- Maison basse (1935)
- Le Moulin de la Sourdine (1936)
- Gustalin (1938)
- Le Bœuf clandestin (1939)
- La Belle Image (1941)
- Travelingue (1941)
- La Vouivre (1943)
- Le Chemin des écoliers (1946)
- Uranus (1948)
- Les Tiroirs de l'inconnu (1960)

### Пиеси
- Lucienne et le boucher (1948)[2]
- Clérambard (1950)
- Vogue la galère (1951)
- La Tête des autres (1952)
- Les Quatre Vérités (1954)
- Les Sorcières de Salem (1954) – пиеса на Артър Милър, преведена от Марсел Еме
- Les Oiseaux de lune (1955)
- La Mouche bleue29 (1957)
- Vu du pont (1958) – пиеса на Артър Милър, преведена от Марсел Еме
- Louisiane64 (1961)
- Les Maxibules (1961)
- La Consommation (1963)
- Le Placard (1963)
- La Nuit de l'iguane (1965) – адаптация на риеса на Тенеси Уилямс
- La Convention Belzébir (1966)
- Le Minotaure (1967)

### Сборници разкази
- Le Puits aux images (1932)[2][3]
- Le Nain (1934)
избрано в Автомобилна катастрофа, изд.: Профиздат, София (1989), прев. Николина Гуляшка
- Derrière chez Martin (1938)
избрано в Автомобилна катастрофа, изд.: Профиздат, София (1989), прев. Николина Гуляшка
- Le Passe-muraille (1943)
Човекът, който преминаваше през стени, изд.: „Народна култура“, София (1966), прев. Георги Куфов
- Le Vin de Paris (1947)
- Les Bottes de sept lieues (1950)
- En arrière (1950)
- Enjambées (1967)
- Nouvelles complètes, Quarto Gallimard (2002)

#### Серия „Приказките на игривия котарак“ (Les Contes du chat perché)
издадени на английски като „Wonderful Farm“
1. Les Contes rouges du chat perché (1963) – приказки от 1934 до 1946 г.[2][3]
Червените и сините приказки на игривия котарак, изд.: „Отечество“, София (1984), прев. Добринка Савова-Габровска
Червените приказки на игривия котарак, изд. „Евразия-Абагар“ (1995), прев. Добринка Савова-Габровска
2. Les contes bleus du chat perche (1963) – с Роланд Сабатие и Клодин Сабатие
Червените и сините приказки на игривия котарак, изд.: „Отечество“, София (1984), прев. Добринка Савова-Габровска

### Есета
- Silhouette du scandale (1938)[2]
- Le Confort intellectuel (1949)
- L'Épuration et le délit d'opinion (1968)

Екранизации
- 1934 La rue sans nom
- 1935 Crime et châtiment – диалог
- 1935 Le domino vert – диалог
- 1936 Les mutinés de l'Elseneur
- 1941 Le club des soupirants – сценарий
- 1941 Nous les gosses – адаптация и диалог
- 1943 Le voyageur de la Toussaint – диалог
- 1943 Madame et le mort – адаптация
- 1946 Belles vacances – късометражен
- 1951 Гару-Гару: Човекът, който минаваше през стени, Garou Garou, le passe-muraille
- 1951 La belle image
- 1951 La Table-aux-Crevés – по „La Table-aux-crevés“
- 1953 La grâce – тв филм
- 1954 Papa, maman, la bonne et moi... – сценарий
- 1955 Papa, maman, ma femme et moi... – сценарий
- 1956 Прекосяването на Париж, La traversée de Paris
- 1957 Салемските вещици, Les sorcières de Salem – превод
- 1959 Folio – тв сериал, 1 епизод, по „Traversée de Paris“
- 1959 Пътят на учениците, Le chemin des écoliers
- 1959 Ein Mann geht durch die Wand – по „Le passe-mùraille“
- 1959 La jument verte
- 1960 La française et l'amour – по „La Femme seule“
- 1961 Le nain – тв филм
- 1961 Le voyage à Paris: Peintres de l'éternel dimanche
- 1963 Die Mondvögel – тв филм, пиеса „Les oiseaux de lune“
- 1965 Retten på vrangen – тв филм
- 1966 La bourse et la vie – диалог
- 1967 For Schools and Colleges: Drama – тв сериал, 1 епизод
- 1967 La bonne peinture – тв филм
- 1968 Tudje glave – тв филм, пиеса „La tête des autres“
- 1968 Die Konvention Belzebir – тв филм
- 1968 Les contes du chat perché – тв филм
- 1969 Clérambard – по пиесата
- 1969 Le boeuf clandestin – тв филм
- 1969 Le modèle – тв филм
- 1970 Messerköpfe – тв филм, пиеса „Les Maxibules“
- 1971 Les bottes de sept lieues – тв филм
- 1971 Kulcs a lábtörlö alatt – тв филм
- 1969 – 1973 Au théâtre ce soir – тв сериал, 3 епизода
- 1973 Vogue la galère – тв филм
- 1974 Josse – тв филм
- 1974 Les oiseaux de lune – тв филм
- 1974 La mouche bleue – тв филм
- 1976 Gustalin – тв филм
- 1977 Le passe-muraille – тв филм
- 1979 La grâce – тв филм
- 1979 La fabrique, un conte de Noël – тв филм
- 1981 Hlava druhých – тв филм
- 1982 Estudio 1 – тв сериал, 1 епизод
- 1984 Emmenez-moi au théâtre – тв сериал, 1 епизод
- 1989 La vouivre
- 1990 Clérambard – тв филм
- 1990 Uranus
- 1990 – 1991 Nouvelles de Marcel Aymé – тв сериал, 3 епизода
- 1991 Услугата, часовника и много голямата риба, The Favour, the Watch and the Very Big Fish
- 1993 Le boeuf clandestin – тв филм
- 1993 Edwige Feuillère en scène – тв филм
- 1994 Les contes du chat perché – тв сериал
- 2002 Les grands textes de l'enfance – тв минисериал
- 2007 Chuan qiang ren
- 2011 Chat perché, opéra rural – тв филм
- 2012 Les contes du chat perché
- 2013 Le Boeuf clandestin – тв филм
- 2014 Travelingue – тв филм
- 2016 Le passe-muraille – тв филм
- 2021 Небеса, Nebesa